# Сунженська лінія

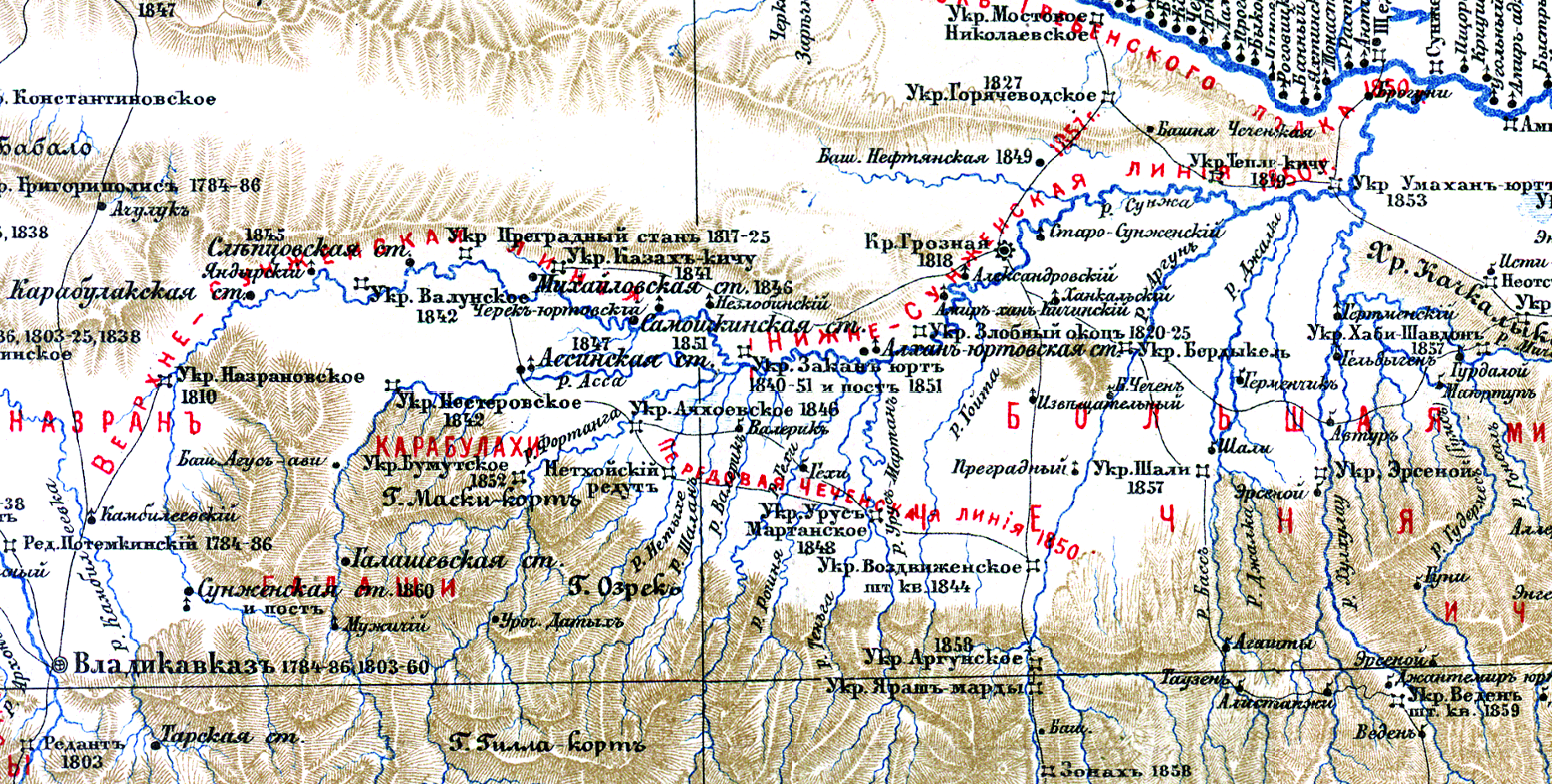
Сунженська лінія на карті Є. Феліцина.

Сунженська лінія (також Сунженська прикордонна лінія, Сунженська укріплена лінія, Сунженська козача лінія) — складова частина Кавказької лінії, яка була створена Російською імперією для захисту російських комунікацій та забезпечення дій російських військ під час Кавказької війни (1817—1864). Розташовувалася на лівому фланзі Кавказької лінії.

## Задум
З метою закріплення своєї присутності на Кавказі уряд Російської імперії будував на завойованих територіях фортеці та зміцнення, а також переселяв на Північний Кавказ лояльне населення — переважно козацьке. Кавказька лінія, утворена цією лінією укріплених пунктів, почала створюватися на початку XVIII століття — в 1711 граф Ф. Апраксин умовив гребенських козаків переселитися з правого берега Терека на лівий і утворити своїми містечками лінію, яка послужила б зв'язком між нижньою Кабардою та гірським Терком". У зв'язку з цим фактом, «Військова енциклопедія» 1912 року називає графа Ф. Апраксина засновником Кавказької лінії Росії. Зведення укріплень тривало аж до середини XIX століття.
Ідея створення саме Сунженської лінії як складової частини Кавказької виникла у головнокомандувача російськими військами на Кавказі генерал-лейтенанта П. Ціціанова на початку ХІХ століття. У 1803 році їм було складено проєкт про створення такої лінії від Катеринодара до Владикавказу. У цьому проєкті передбачалося створити лінію укріплень на Сунжі з метою контролю передгірського простору. Планувалося створення 11 редутів у стратегічно важливих місцях. Проте смерть князя Ціціанова призвела до відстрочення реалізації проєкту. У 1810 року реалізувати проєкт безуспішно намагався генерал З. Булгаков.

## Реалізація проекту
У 1816 головнокомандувачем російськими військами на Кавказі був призначений А. Єрмолов, який приступив до реалізації проєкту. Однак якщо для Ціціанова метою створення лінії був захист Військово-Грузинської дороги, то Єрмоловим лінія розглядалася як плацдарм для підкорення всього Північного Кавказу. 20 травня 1818 Єрмолов подав рапорт «Про способи зміцнення лівого флангу Кавказької лінії з короткою характеристикою населення», в якому виклав план будівництва Сунженської лінії. Проєкт, що включав створення власне Сунженської лінії і заснування на захоплених таким чином територіях козацьких станиць, був схвалений Олександром I.
На той час на Сунжі існувало два невеликі укріплення: Назранівський редут і укріплення Преградний стан біля станиці Михайлівської. У 1818 році були створені фортеці Грозна, Внєзапная і пізніше зведена фортеця Бурная. За два роки будівництво лінії було завершено.
У 1842 році Кавказькому лінійному козачому війську було наказано поширити військові поселення по Сунжі. Заняття Сунженської та Кумицької площин створювало плацдарм для завоювання Кавказу. У ті ж роки були побудовані редути при Старо-Юртівському аулі, укріплення Невідступний Стан, Герзель-Аул, Амір-Аджі-Юртовське, Злобний окоп (кургани Три брати) і ряд невеликих укріплень, що зв'язали Грозну фортецю з Владикавказом. З козаків, що у зміцненнях лінії, розпочато формування Сунженского козачого лінійного полку. Одночасно зі створенням Сунженської лінії йшло заселення козаками укріплень по річках Кубані та Лабі.